# MTV Unplugged (musikalbum av Shakira)
MTV Unplugged är ett livealbum av Shakira från år 2000. År 2002 släpptes även albumet som DVD.
Här sjunger Shakira alla sina spanska låtar från Dónde Están los Ladrones, utom låten Que Vuelvas, som blev ersatt av Estoy Aquí, från Pies Descalzos.
Albumet har sålt 1 miljon kopior i USA, och 5 miljoner världen över.

## Låtlista
1. "Intro/Octavo Día" (Shakira/Mendez) – 6:21
2. "Si Te Vas" (Shakira/Ochoa) – 3:40
3. "Dónde Están Los Ladrones?" (Shakira/Ochoa) – 3:32
4. "Moscas En La Casa" (Shakira) – 3:52
5. "Ciega, Sordomuda" (Shakira/Salgado) – 4:09
6. "Inevitable" (Ochoa/Shakira) – 3:39
7. "Estoy Aquí" (Shakira/Ochoa) – 4:58
8. "Tú" (Shakira/O'Brien) – 5:22
9. "Sombra De Ti" (Shakira/Ochoa) – 4:07
10. "No Creo" (Shakira/Ochoa) – 4:08
11. "Ojos Así" (Flores/Garza/Shakira) – 6:50